# Californiconus
Californiconus is een geslacht van weekdieren uit de klasse van de Gastropoda (slakken).

## Soort
- Californiconus californicus (Reeve, 1844)